# L'Heure espagnole
Représentations notables
Airs
- Oh! la pitoyable aventure!

L'Heure espagnole est un opéra en un acte pour cinq voix solistes avec orchestre de Maurice Ravel, composé en 1907 sur un livret de Franc-Nohain.
L'œuvre, dédiée à Louise Cruppi, fut créée le 19 mai 1911 à l'Opéra-Comique de Paris sous la direction de François Ruhlmann. Cette même soirée fut créé l'opéra Thérèse de Jules Massenet. Elle porte la référence M.52, dans le catalogue des œuvres du compositeur établi par le musicologue Marcel Marnat.
Sa durée d'exécution est d'environ 55 minutes.

## Personnages
| Rôle                                | Voix               | Distribution à la création, le 19 mai 1911 |
| ----------------------------------- | ------------------ | ------------------------------------------ |
| Torquemada, un horloger             | ténor              | Maurice Cazeneuve                          |
| Concepción, femme de Torquemada     | soprano            | Geneviève Vix                              |
| Gonzalve, un bachelier poète        | ténor              | Maurice Coulomb                            |
| Ramiro, un muletier                 | baryton            | Jean Périer                                |
| Don Iñigo Gomez, un riche financier | basse              | Jean Delvoye                               |
| Direction musicale                  | Direction musicale | François Ruhlmann                          |
| Mise en scène                       | Mise en scène      | Albert Carré                               |
| Décors                              | Décors             | Alexandre Bailly et Gabin                  |
| Costumes                            | Costumes           | Marcel Multzer                             |

## Genèse de l'œuvre
Le premier opéra de Ravel fut composé en hommage à son père, qui lui avait apporté un soutien sans faille au cours de sa carrière musicale qui comptait déjà plusieurs succès. Mais le compositeur savait que pour son père un succès à la scène serait plus éclatant qu'un succès de concert. Aussi, après avoir assisté à une représentation de la comédie L'heure espagnole de Franc-Nohain qui venait de recevoir un bon succès, il décida avec l'accord de l'auteur de composer une musique sur le livret de la pièce. Il mit tout l'été 1907 à composer la partition ainsi que la réduction pour piano pour que Franc-Nohain pût chronométrer l'opéra. Si la musique plut à l'écrivain, le seul inconvénient était sa durée: 55 minutes seulement.
La première de la « comédie musicale » (Ravel préféra employer ce terme plutôt qu'opéra) ne remporta cependant pas immédiatement les suffrages du public et de la critique qui la considéra comme trop osée, allant même jusqu'à lâcher le mot de « pornographie » ![réf. nécessaire] À sa reprise, cependant, elle fut beaucoup mieux accueillie. Malheureusement, entre la composition et la première, trois ans et demi s'étaient écoulés et le père de Ravel était mort dans l'intervalle.
L'opéra fut créé à l'Opéra-Comique le 19 mai 1911 avec Thérèse de Jules Massenet, mais il n'y eut que neuf représentations. L'Opéra de Paris le représenta le 5 décembre 1921 avec Fanny Heldy dans le rôle de Concepción, avec plus de succès. L'opéra revint à l'Opéra-Comique en 1945, où il a été inscrit dans le répertoire. À l'étranger, les premières représentations de L'heure espagnole eurent lieu à Covent Garden en 1919, Chicago et New York en 1920, Bruxelles en 1921, puis Bâle et Rotterdam (1923), Prague (1924), Hambourg, Stockholm (1925), atteignant Buenos Aires en 1932 et Le Caire en 1934. L'opéra fut présenté pour la première fois au Canada lors des Festivals de Montréal de 1961.

## Argument

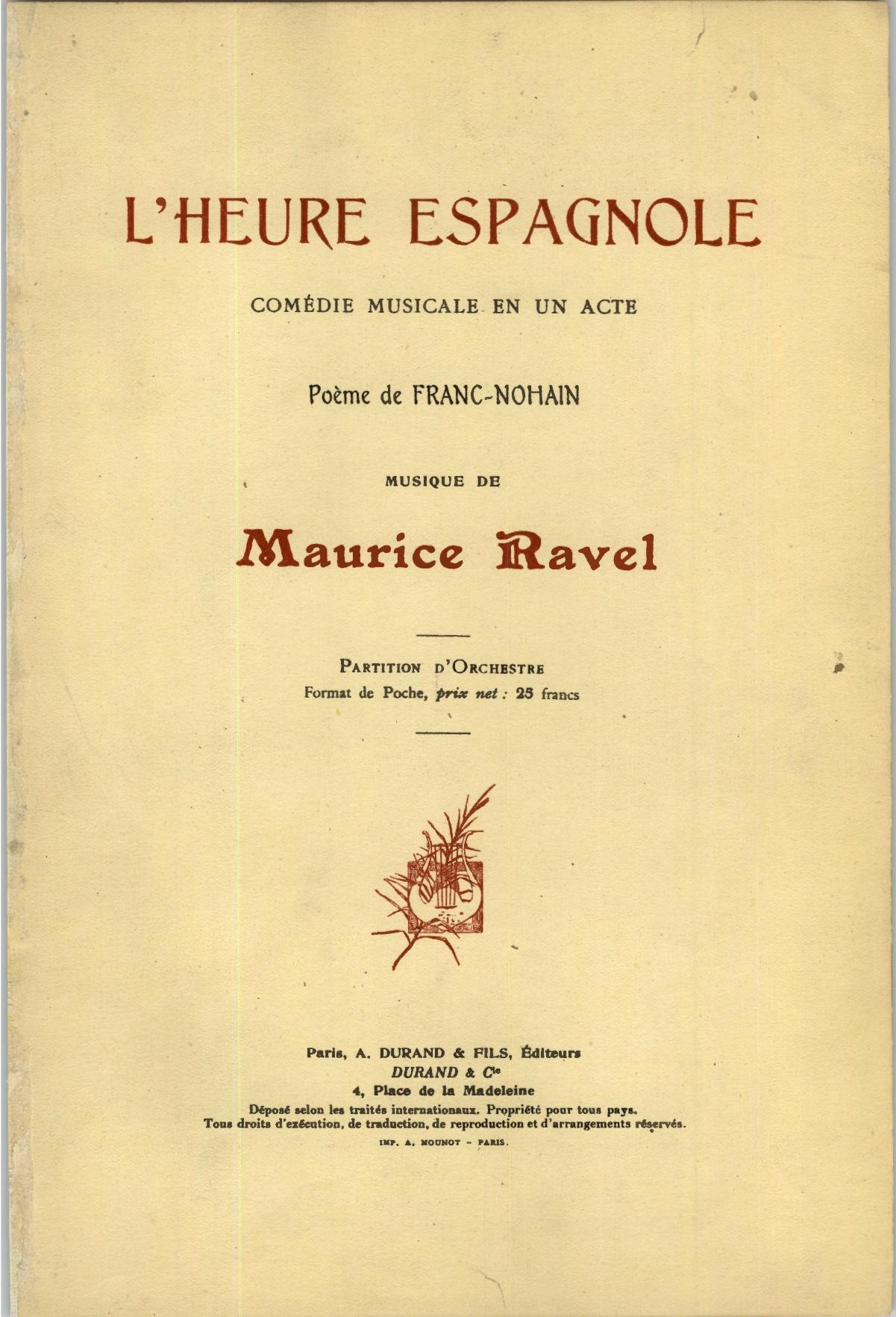
Partition

L'action se passe à Tolède, au XVIIIe siècle. Toute l'intrigue se déroule dans la boutique de l'horloger espagnol Torquemada.
Après une ouverture, marquée par des métronomes dissimulés dans l'orchestre et réglés à vitesse variable (les tics-tacs des horloges), le rideau s'ouvre sur la boutique de Torquemada. Ramiro, muletier, entre dans sa boutique et demande à faire réparer sa montre lui venant d'un oncle toréro, car, dans son métier, il doit connaître l'heure précisément. Torquemada commence à démonter l'objet lorsque Concepcion arrive, grondant haut son mari qui a oublié qu'il doit régler les horloges municipales de la ville. Alors que l'horloger s'apprête à partir, Concepcion qui visiblement méprise son mari lui demande quand il pourra monter dans leur chambre une des deux massives horloges catalanes qui trônent de part et d'autre de la fenêtre de la boutique. Torquemada soupire : c'est bien trop lourd ! Puis il part, demandant à Ramiro d'attendre son retour, ce qui désappointe fort Concepcion. En effet, son "seul jour de vacances" est l'unique occasion hebdomadaire de recevoir ses amants et de savourer les joies extra-conjugales. 
Ramiro, qui chante sa tristesse de ne pas savoir parler aux femmes, faisant office de témoin gênant, Concepcion lui demande s'il voudrait bien porter dans sa chambre à l'étage une des deux horloges catalanes. Ramiro, content de rendre service à la jeune femme, accepte tout de suite et, soulevant aisément avec ses biceps la lourde horloge, disparaît en même temps que Gonzalve, un des amants de Concepcion, apparaît. Hélas, le bachelier semble plus intéressé par la déclamation de ses fades poèmes amoureux d'un lyrisme hilarant plutôt que de satisfaire son amante qui, brûlante de désir, le supplie en vain de profiter avec elle de "l'heure unique". S'impatientant de plus en plus, elle a du mal à cacher son dépit tandis que son rimailleur continue de l'étourdir de vers burlesques. Le muletier revenant, Concepcion lui demande de pardonner son caprice, car elle préfère finalement l'autre horloge qui aura "mieux d'effet" dans sa chambre. Ramiro, tout dévoué, remonte chercher l'horloge qu'il a montée. Concepcion enferme Gonzalve dans le coffre de la deuxième horloge et clôt le couvercle, mais, au même moment, Don Iñigo Gomez, un de ses soupirants, arrive dans la boutique et, fort de sa fortune, fait une cour empressée à sa belle qui craint que son amant rival ou le muletier la surprenne. Après que Concepcion a repoussé fermement les avances empressées de Iñigo, le muletier Ramiro arrive, pose la première horloge, soulève l'autre, où est enfermé Gonzalve, et ne remarque pas qu'elle est plus lourde. Concepcion l'accompagne prétextant que le mécanisme de l'horloge est très fragile !
Iñigo, dépité, décide d'adopter une nouvelle tactique de séduction : il va se cacher dans l'horloge qui reste et lorsque Concepcion redescendra, il en sortira en faisant "coucou", ainsi il la fera rire et elle changera, en ce qui le concerne, peut-être d'avis. Étant assez gros, il a cependant du mal à entrer dans l'horloge et a juste le temps de refermer le couvercle quand Ramiro arrive. Concepcion le prie de garder la boutique ; ravi, il accepte. Il discourt sur le destin qui ne lui a donné que le talent de porter des horloges et songe au "mécanisme compliqué" qu'est la femme. Concepcion déboule dans la pièce et se plaint que l'horloge marche de travers ! Ramiro, tranquillement et docilement remonte. Apparemment le poète étant aussi laborieux en amour qu'en vers, Concepcion a décidé de le congédier. Ramiro étant en haut, Iñigo fait sa farce ("coucou") qui tombe à l'eau, car l'horlogère n'est pas vraiment d'humeur à rire. Quand elle lui demande de sortir de l'horloge, Iñigo, qui a eu du mal à y rentrer, refuse et lui fait remarquer que les jeunes amants, surtout les poètes, ne valent pas des hommes comme lui, qui au moins ne s'embarrassent de rien. Concepcion opine vivement, mais Ramiro revient avec l'horloge "défectueuse" et lui demande d'un ton amusé, mais en ne suspectant toujours rien de la situation, si elle veut qu'il amène l'autre horloge (où est toujours caché Iñigo) dans sa chambre. Impatiente et languissante, elle finit par accepter. Ramiro, transportant Iñigo, remonte tandis que Concepcion, face à un Gonzalve plus ridicule et extatique que jamais, lui passe un savon ; elle rejoint sa chambre après avoir lancé au poète qu'elle en a assez de ses "pipeaux" ! 
Gonzalve, à peine affecté, continue ses poèmes, mais referme la caisse de l'horloge quand le muletier revient, seul. Ce dernier dit qu'il ne se lasse pas de monter et descendre les horloges, c'est pour lui un réel plaisir de servir une belle dame dans cette atmosphère apaisante de tics-tacs. Sa tirade est interrompue par l'irruption de Concepcion dont Ramiro devance la question. Tout sourire, il monte tout de suite à l'étage redescendre l'horloge où est caché Iñigo tandis que Concepcion laisse éclater sa fureur : si Gonzalve ne l'a pas satisfaite à cause de ses vers, c'est cette fois le poids d'Iñigo qui est la cause de sa colère : il n'a pas réussi à sortir de l'horloge, excepté "son ventre couvert de breloques" ! Puis elle désespère, car son mari va bientôt revenir et elle n'a pas eu son content de plaisir quand revient le muletier, qui ne sait toujours rien de la situation, avec l'horloge. Joyeusement, il demande quelle horloge il doit monter maintenant. Concepcion, séduite par sa gentillesse et sa force colossale, jette alors son dévolu sur Ramiro. Lui, au moins, saura la contenter. Elle lui demande de l'accompagner dans sa chambre "sans horloge" !
Iñigo tente de sortir, sans succès, et referme la boîte quand Gonzalve sort et fait un adieu (en vers) hilarant à l'horloge qui l'a caché, mais à ce moment-là Torquemada revient ! Vite, Gonzalve va se cacher dans l'horloge, mais il se trompe et ouvre celle d'Iñigo au moment même où le mari entre. Pour apaiser ses soupçons (alors qu'en fait il ne se doute de rien !), Gonzalve achète l'horloge et Iñigo dit que, fasciné par le balancier, il a voulu l'examiner, mais qu'il est resté coincé ! Concepcion et Ramiro reviennent et tous ensemble essayent de faire sortir Iñigo, mais n'y arrivent pas. Le muletier calmement le prend par les épaules et le fait sortir ; le financier se voit alors obligé d'acheter la deuxième horloge. L'opéra se termine par un joyeux épilogue où les récitants tour à tour puis ensemble chantent la morale de l'histoire :
C'est la morale de Boccace
Entre tous les amants, seul amant efficace
Il arrive un moment dans les déduits d'amour
Ah!
Où le muletier a son tour !

## Particularités
En ce qui concerne l'écriture vocale, Roland-Manuel écrit : « Le langage de la musique est lié aussi naturellement que possible à la musique de la langue. » Dans une interview publiée deux jours avant la première, Ravel explique son approche de son nouvel opéra : « J'ai écrit un opéra-bouffe. En dehors de Gonzalve qui chante des sérénades et des cavatines avec des mélodies délibérément exagérées, les autres rôles donneront, je pense, l'impression d'être parlé. » Ravel cite aussi Le Mariage de Moussorgski pour l'effet qu'il vise à atteindre et souligne les éléments espagnols de la partition dans son utilisation de jotas, habaneras et malagueñas. Kobbé a commenté que « des délicieux bruits d'horloge de l'ouverture au quintette Habanera de la fin, L'Heure espagnole est pleine de musique charmante », tandis que Grove note que l'opéra fait partie d'un groupe d'œuvres influencées par l'Espagne qui couvrent la carrière de Ravel et qu'il y fait preuve d'« une utilisation virtuose de l'orchestre moderne ».
Ravel n'a pas inclus de chœur ; il centre ainsi la pièce sur les protagonistes. La présence d'instruments nouveaux, tels que les carillons tubulaires, les fouets, le célesta et le sarrussophone, ainsi que le traitement particulier des autres instruments (cors en sourdine et glissandi des trombones, par exemple), élargissent la palette sonore de l'œuvre. Enfin, les chanteurs doivent « dire plutôt que chanter » leur partition, comme l'indique Ravel, qui donne ainsi un rôle prépondérant au texte et oblige les chanteurs à révéler leurs facettes de comédien. Cependant, Claude Debussy l'a précédé et influencé sur ce point, car la musique de son opéra Pelléas et Mélisande, écrit cinq ans plus tôt, ne contient quasiment que des récitatifs.

### Discographie
- Suzanne Danco (Concepcion), Michel Hamel (Torquemada), Heinz Rehfuss (Ramiro), André Vessieres (Don Iñigo Gomez), Paul Derenne (Gonzalve) ; Orchestre de la Suisse romande, dir. Ernest Ansermet (1953, Decca).
- Jane Berbié (Concepcion), Jean Giraudeau (Torquemada), Gabriel Bacquier (Ramiro), José van Dam (Don Iñigo Gomez), Michel Sénéchal (Gonzalve) ; Orchestre national de la R.T.F, dir. Lorin Maazel (1965, DG).